# 디자이어 오파라노지에
우고치 디자이어 오파라노지에(영어: Ugochi Desire Oparanozie, 1993년 12월 17일 ~ )는 나이지리아의 여자 축구 선수이다. 포지션은 공격수이며, 현재 프랑스 디비지옹 1 페미닌의 EA 갱강에서 활동하고 있다.

## 클럽 경력
나이지리아 여자 프리미어리그 소속 여자 축구 클럽인 바이엘사 퀸스에서 선수 생활을 시작했으며 2010년에 델타 퀸스로 이적했다. 2011년에는 터키 여자 1부 축구 리그 소속 여자 축구 클럽인 뒤벤질레르 리세시스포르(현재의 륄레부르가즈 39 스포르)로 2개월 동안 임대되었고 나중에 델타 퀸스로 복귀했다.
2012년에는 러시아 쳄피오나트 로시 포 푸트볼루 스레디 젠신 소속 여자 축구 클럽인 WFC 로시얀카로 이적했고 2012-13 UEFA 여자 챔피언스리그에서는 4경기에 출전하여 1골을 기록했다. 2013년에는 독일 프라우엔-분데스리가 소속 여자 축구 클럽인 VfL 볼프스부르크로 이적했지만 1경기 출전에 그쳤다.
2014년 2월에 터키 여자 1부 축구 리그 소속 여자 축구 클럽인 아타셰히르 벨레디예스포르로 이적하면서 터키 여자 1부 축구 리그의 남은 경기 일정을 소화했다. 2014-15 시즌에 프랑스 디비지옹 1 페미닌 소속 여자 축구 클럽인 EA 갱강으로 이적했다.

## 국가대표 경력
뉴질랜드에서 개최된 2008년 FIFA U-17 여자 월드컵, 독일에서 개최된 2010년 FIFA U-20 여자 월드컵, 일본에서 개최된 2012년 FIFA U-20 여자 월드컵에 참가했다. 특히 2010년 FIFA U-20 여자 월드컵에서는 2골, 2012년 FIFA U-20 여자 월드컵에서는 3골을 기록했다.
2010년에 나이지리아 여자 축구 국가대표팀 선수로 발탁되었고 3차례의 FIFA 여자 월드컵(2011년, 2015년, 2019년)에 참가했다. 그 외에 4차례의 아프리카 여자 네이션스컵(2010년, 2014년, 2016년, 2018년)에서 나이지리아의 우승에 기여했다.

## 수상

### 클럽
- 나이지리아 여자 프리미어리그 2회 우승 (2011, 2012)

### 국가대표
- 아프리카 여자 네이션스컵 4회 우승 (2010, 2014, 2016, 2018)

### 개인
- 2014년 아프리카 여자 축구 선수권 대회 골든슈 수상